# Helmuth James Graf von Moltke

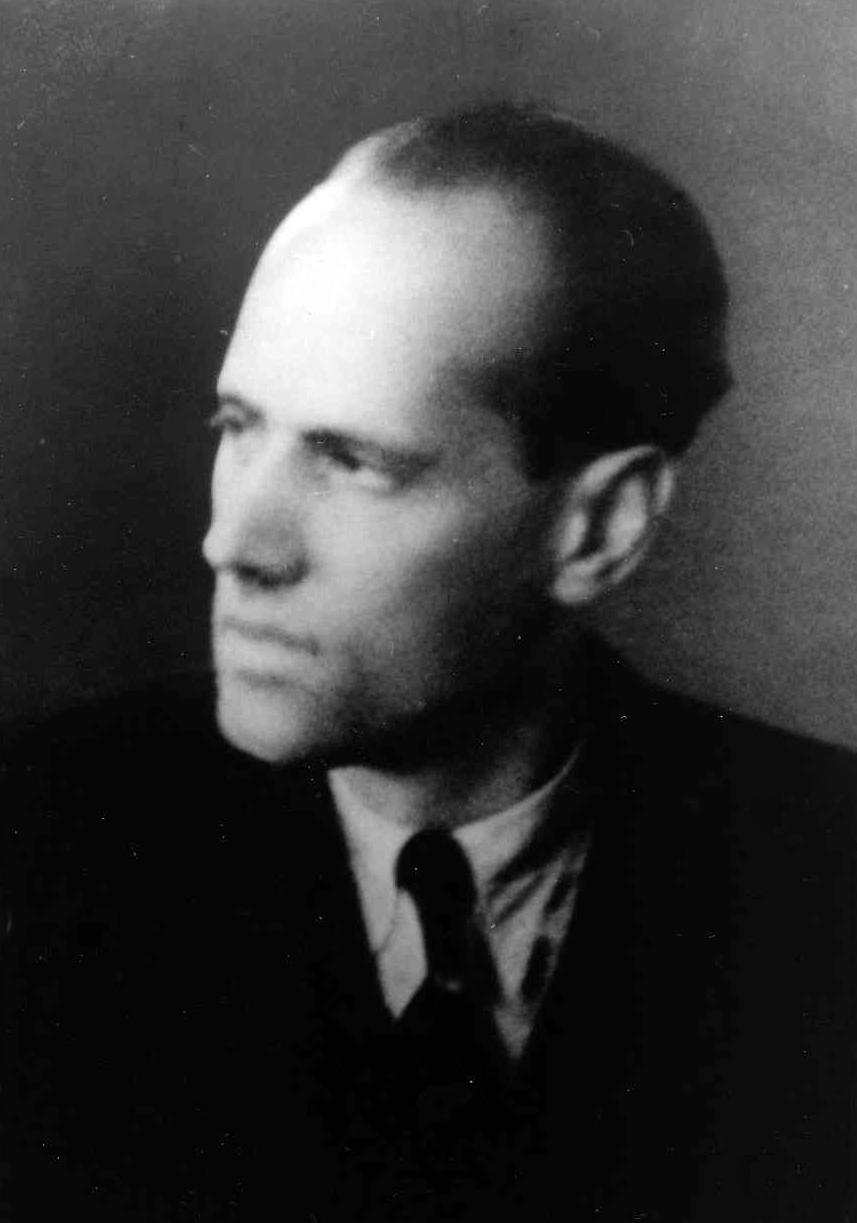
Helmuth James Graf von Moltke, Januar 1945

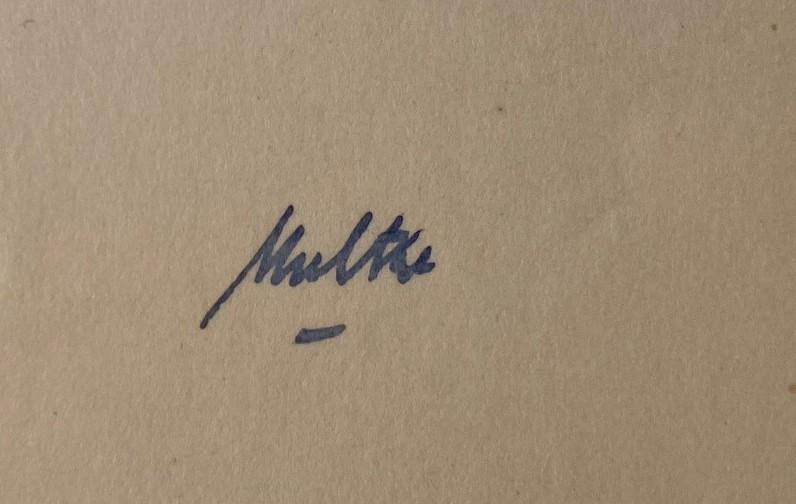
Unterschrift Helmuth James Graf von Moltke

Dorothy von Moltke mit Eltern und fünf Kindern (1919)

Helmuth James Graf von Moltke (* 11. März 1907 in Kreisau; † 23. Januar 1945 in Berlin-Plötzensee) war ein deutscher Jurist, Widerstandskämpfer gegen den Nationalsozialismus und Begründer der Widerstandsgruppe Kreisauer Kreis.

## Leben

### Herkunft und Familie
Helmuth James Graf von Moltke stammte aus dem alten mecklenburgischen Adelsgeschlecht Moltke und war der Urgroßneffe von Helmuth Karl Bernhard Graf von Moltke. Sein Vater war der Gutsbesitzer und erbliches Mitglied des preußischen Herrenhauses, Helmuth (Adolf) von Moltke (1876–1939); sein Großvater war Wilhelm von Moltke (1845–1905), ab 1891 Graf von Moltke und Erbe von Gut Kreisau in Kreisau; Urgroßvater war Adolf von Moltke. Seine Mutter Dorothy Rose-Innes war Südafrikanerin britischer Abstammung und Tochter eines Obersten Richters der Südafrikanischen Union, James Rose Innes. Moltkes Eltern gehörten zu den Mitbegründern der Christian Science in Deutschland. Moltke verbrachte seine Kindheit mit fünf Geschwistern auf dem Familiengut Kreisau in Schlesien und in Berlin.
Im Oktober 1931 heiratete Helmuth James Graf von Moltke Freya Deichmann (1911–2010), die Tochter eines Bankiers aus Köln, die er in Österreich kennengelernt hatte. Aus der Ehe gingen die beiden Söhne Caspar (* 1937) und Konrad (1941–2005) hervor. Sein Enkel James von Moltke ist Vorstandsmitglied und Finanzvorstand (CFO) der Deutschen Bank.

### Studium und Beruf

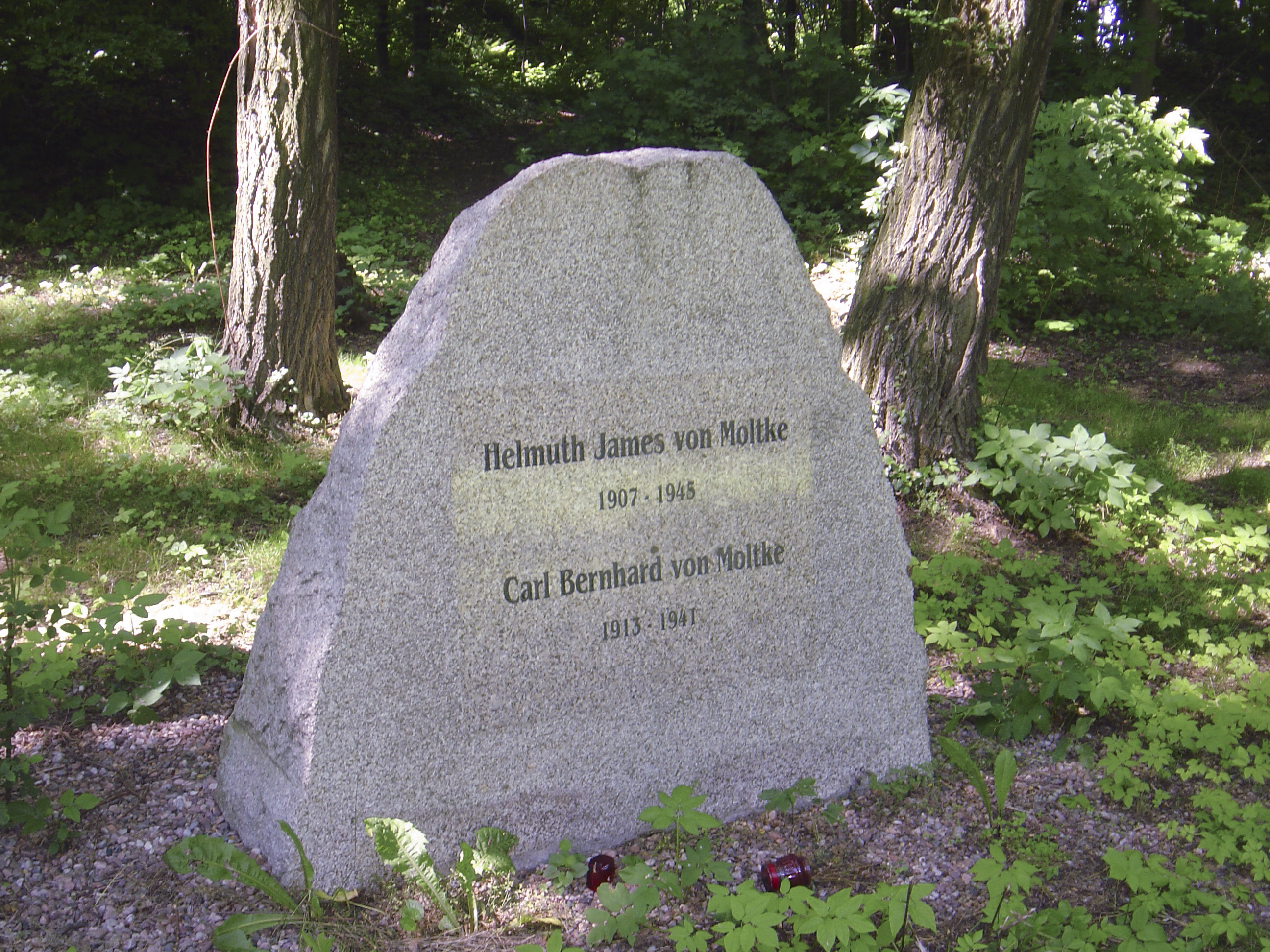
Gedenkstein für die Brüder Helmuth James und Carl Bernhard von Moltke auf dem Kapellenberg in Kreisau (heute Krzyżowa), 2005

Von 1927 bis 1929 studierte Moltke Rechts- und Staatswissenschaften in Breslau, Wien und Berlin. 1927 beteiligte er sich zusammen mit Hochschullehrern und Leitern der Jugendbewegung an der Löwenberger Arbeitsgemeinschaft, in deren Arbeitslagern stellenlose junge Arbeiter und Jungbauern mit Studenten zusammengeführt wurden, um voneinander zu lernen und in berufsübergreifender Fortbildung staatsbürgerliche Kenntnisse, Pflichten und Rechte einzuüben. In Kreisau stellte Moltke uneigennützig Teile seines Grundbesitzes für bäuerliche Existenzgründungen zur Verfügung, was ihm die scharfe Kritik benachbarter Grundbesitzer eintrug.
1934 bestand Moltke sein Assessorexamen. Er verzichtete 1935 darauf, Richter zu werden, da er dann der NSDAP hätte beitreten müssen. Stattdessen wurde er Rechtsanwalt in Berlin, zuerst in der Kanzlei von Karl von Lewinski, dann arbeitete er 1938/1939 mit Paul Leverkuehn zusammen. Von Anfang 1940 bis zu seiner Verhaftung 1944 arbeitete er in der Kanzlei von Friedrich-Carl Sarre und Eduard Waetjen in der Viktoriastraße 33.
Als Anwalt für Völkerrecht und internationales Privatrecht konnte er einerseits zur Auswanderung gezwungenen Juden und anderen Opfern des NS-Regimes helfen und andererseits Auslandsreisen unternehmen, um Kontakte zu pflegen. Unter anderem vertrat Moltke die jüdischen Eigentümer des Berliner Unternehmens M. Kempinski & Co. in den „Arisierungs“-Verhandlungen.
Zwischen 1935 und 1938 hielt Moltke sich regelmäßig in Großbritannien auf und absolvierte in London und Oxford die englische Ausbildung zum Rechtsanwalt, um für den Fall einer Auswanderung nach England gute berufliche Chancen zu haben.
Moltke erhielt von seinem ehemaligen Breslauer Strafrechtsprofessor Arthur Wegner 1937 zusammen mit weiteren Prozessvertretern das Mandat, ihn in einem politischen Strafverfahren vor einem Sondergericht zu verteidigen und in einem Dienststrafverfahren in Halle an der Saale als Einzelverteidiger für ihn als Rechtswissenschaftler an der Martin-Luther-Universität Halle-Wittenberg tätig zu werden.
Nach Ausbruch des Zweiten Weltkrieges wurde Moltke Mitarbeiter des Kaiser-Wilhelm-Instituts für ausländisches öffentliches Recht und Völkerrecht im Berliner Schloss und war ab 6. September 1939 in der völkerrechtlichen Abteilung (Beratungsstelle für Völkerrecht) der Amtsgruppe Auslandsnachrichten und Abwehr tätig, dem Nachrichtendienst der deutschen Wehrmacht unter Admiral Canaris.
Seine Aufgaben bestanden darin, Erkenntnisse aus dem Ausland, beispielsweise von Militärattachés und aus ausländischen Zeitungen, zu sammeln und Nachrichten von militärpolitischer Bedeutung an die zuständigen Wehrmachtdienststellen weiterzuleiten. Weiterhin sollte er die Verbindung zwischen dem Oberkommando der Wehrmacht (OKW) und dem Auswärtigen Amt unterhalten, vor allem aber Gutachten in Fragen des Kriegsvölkerrechts erstellen. Mit den Gutachten hoffte Moltke, humanitär auf das militärische Geschehen einwirken zu können. Dabei wurde er von Hitler-Gegnern wie Admiral Canaris und Generalmajor Hans Oster, dem Chef der Zentralabteilung, unterstützt. Moltkes Haltung und seine Einsprüche gegen völkerrechtswidrige Befehle waren nicht gefahrlos.

### Widerstand im Kreisauer Kreis

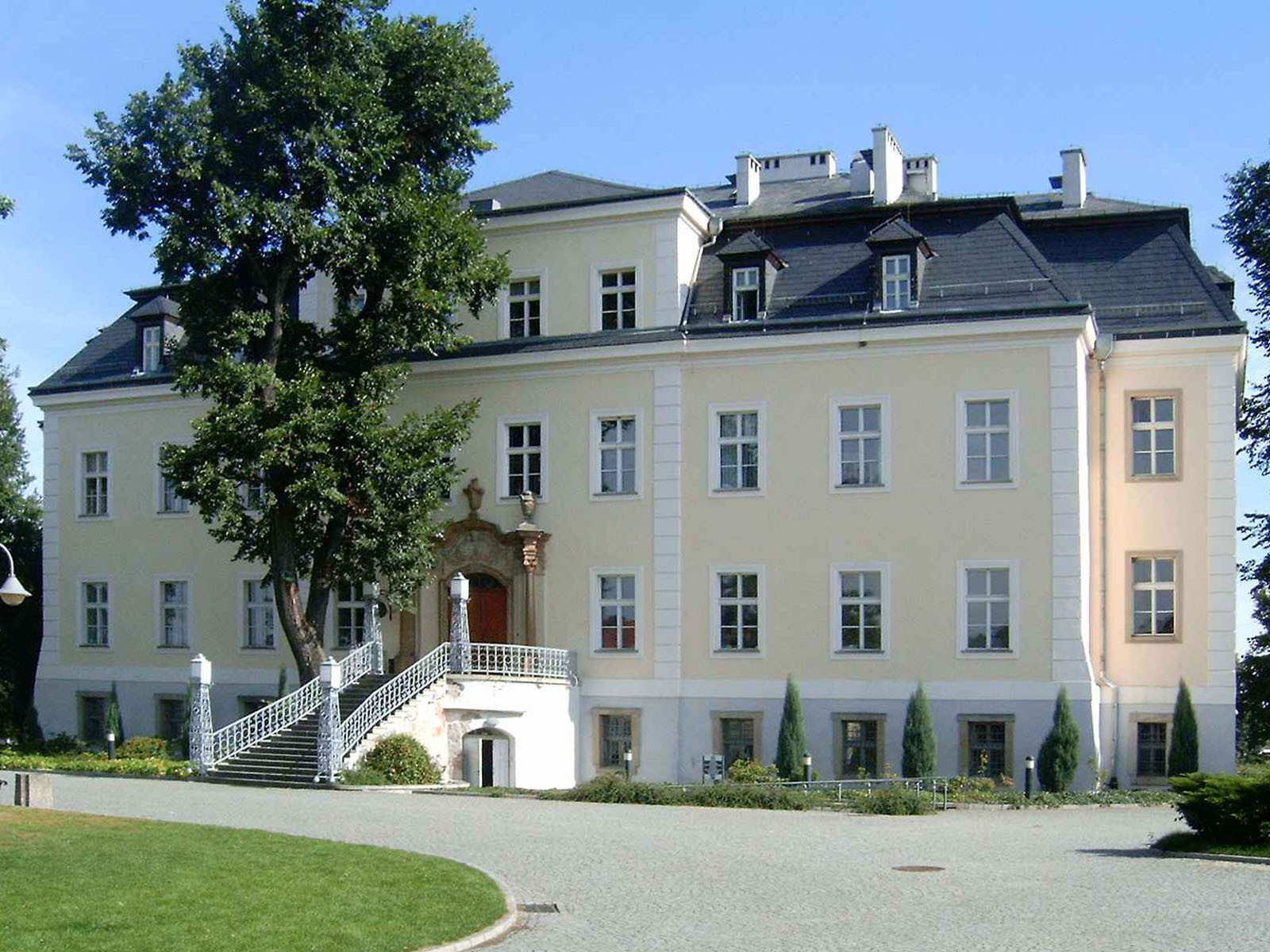
Schloss Kreisau

Hans Mommsen weist darauf hin, dass Moltke und die Mitglieder des Kreisauer Kreises erwarteten, das Nazireich werde ohne ein Attentat von innen heraus zusammenbrechen. Sie hatten eine universalhistorische Sicht: Die Welt werde neugestaltet, wie nach dem Zusammenbruch der Kirche am Ende des Mittelalters. Deshalb lehnte Moltke nationalstaatliches Denken ab, dem Goerdeler und von Hassell anhingen, die einen europäischen Staatenbund unter deutscher Führung anstrebten. Ihnen zufolge müssten „raumfremde Mächte“ aus Europa herausgehalten werden, eine Forderung, die sich vor allem gegen die USA richtete. Alfred Delp beispielsweise wünschte sich einen „dritten Weg“, in dem die kirchliche ökumenische Bewegung gegen die Angelsachsen gerichtet war und aus der NS-Raubwirtschaft eine künftige Verbundwirtschaft hervorgehen sollte.
Als tief religiöser Mensch war Moltke einerseits entschieden gegen das NS-Unrechtsregime, aber auch gegen ein Attentat auf Hitler. Er strebte deshalb nicht nach einer Zusammenarbeit mit Widerstandsgruppen, die auf einen gewaltsamen Umsturz zielten. Moltke verhalf jedoch dem letzten, sechsten Flugblatt der Weißen Rose zu großer Wirkung, indem er es im März 1943 nach Skandinavien mitnahm. Der Text wurde in Oslo übersetzt und in den Medien Norwegens und Schwedens verbreitet. Eine von Moltke und Bischof Eivind Berggrav geschaffene Übersetzung ins Englische machte das Flugblatt auch in England bekannt. Im Juli 1943 ließ die britische Royal Air Force bei ihren Bombeneinsätzen Kopien des Flugblatts über Deutschland abwerfen. Wie 2007 freigegebene Dokumente aus dem „Moltke-Dossier“ im britischen Nationalarchiv belegen, war das Foreign Office detailliert über Moltkes Gesinnung, Kenntnisse und Absichten unterrichtet.
Moltke kam im Juli 1943 – ohne es vorher zu wissen und zu wollen – mit dem amerikanischen Geheimdienst OSS in Kontakt. Er reiste im Auftrag des OKW nach Istanbul und nutzte die Gelegenheit, den Exilanten Hans Wilbrandt zu treffen, der ihn Anfang der 1930er-Jahre bei der Sanierung seines Gutes Kreisau unterstützt hatte. Er ahnte nicht, dass Wilbrandt unter dem Decknamen Hyacinth Teil des Agenten-Netzwerks von Alfred Schwarz, Deckname Dogwood, war. Er berichtete Wilbrandt und Alexander Rüstow, Deckname Magnolia, über den deutschen Widerstand und den Aufstand im Warschauer Ghetto. Er inspirierte damit Wilbrandt und Rüstow, gemeinsam mit Gerhard Kessler und Ernst Reuter, dem späteren Bürgermeister von Berlin (die beiden sind möglicherweise ‚Correopsis‘ und ‚Crocus‘ im Dogwood-Netz), im August 1943 ein Konzept für die Gründung des Deutschen Freiheitsbundes (DFB, German Freedom Association) zu verfassen. Am 8. September 1943 wurde der Report über ‘Founding of a Free German Movement in the Service of the Western Allies’ an OSS-Chef William J. Donovan herangetragen. Moltke erhielt den OSS-Decknamen „Camelia“. Er äußerte den Wunsch, dass bei einem nächsten Besuch ein Treffen mit einer Person seines Vertrauens – wahlweise Dorothy Thompson, Jan Christiaan Smuts aus Südafrika oder Alexander Kirk, der US-Botschafter in Kairo – arrangiert werden möge.
Dem OSS war es nicht möglich, diese Personen nach Istanbul zu bringen. Stattdessen kam es im Dezember 1943 in der Wohnung von Alfred Schwarz zu einem Gespräch mit dem US-Militärattaché Richard Tindall. Als Essenz aus den Dezember-Gesprächen verfassten Rüstow und Wilbrandt ein Memorandum, das die Intentionen des Kreisauer Kreises zusammenfasste. Das Memorandum wurde »Herman-Plan« genannt, wobei Herman aus der Zusammenfassung des Vornamens Helmuth und German gewählt wurde. Das Herman-Dossier – „Exposé on the readiness of a powerful German group to prepare and assist Allied Military Operations against Nazi Germany“ – beschreibt den Hintergrund der Widerstandsgruppen in Deutschland und betont die Gefahr der Bolschewisierung Deutschlands (vor allem durch die hohe propagandistische Wirksamkeit des von Moskau unterstützten Bundes Deutscher Offiziere wegen der Reputation der darin vertretenen Generale) und formuliert dann elf Bedingungen, unter denen eine Zusammenarbeit zwischen den Alliierten und dem westlich orientierten Widerstand möglich wäre. Das Ziel wäre – nach einem Umsturz in Deutschland – ein Separatfrieden an der Westfront und ein Abriegeln der Roten Armee an der Tilsit-Lemberg-Linie. Alfred Schwarz regte am 29. Dezember 1943 an, dass aufgrund der Bedeutung der Aussagen und der zeitlichen Dringlichkeit umgehend eine Besprechung mit einem Bevollmächtigten der deutschen Gruppe einerseits und mit Präsident Franklin D. Roosevelt, General George C. Marshall, Chef der amerikanischen Joint Chiefs of Staff, und OSS-Chef Donovan andererseits stattfinden sollte. Donovan folgte diesem Vorschlag jedoch nicht. Erst am 29. Juli 1944 – nach dem Scheitern des Attentats auf Hitler – informierte William Donovan Präsident Roosevelt über den Herman-Plan.

### Verhaftung, Verurteilung und Hinrichtung

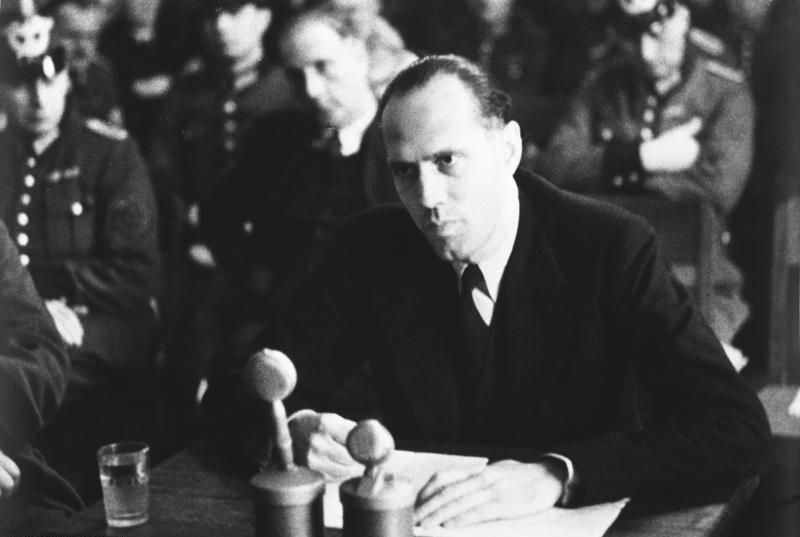
Helmuth James Graf von Moltke vor dem Volksgerichtshof, Januar 1945

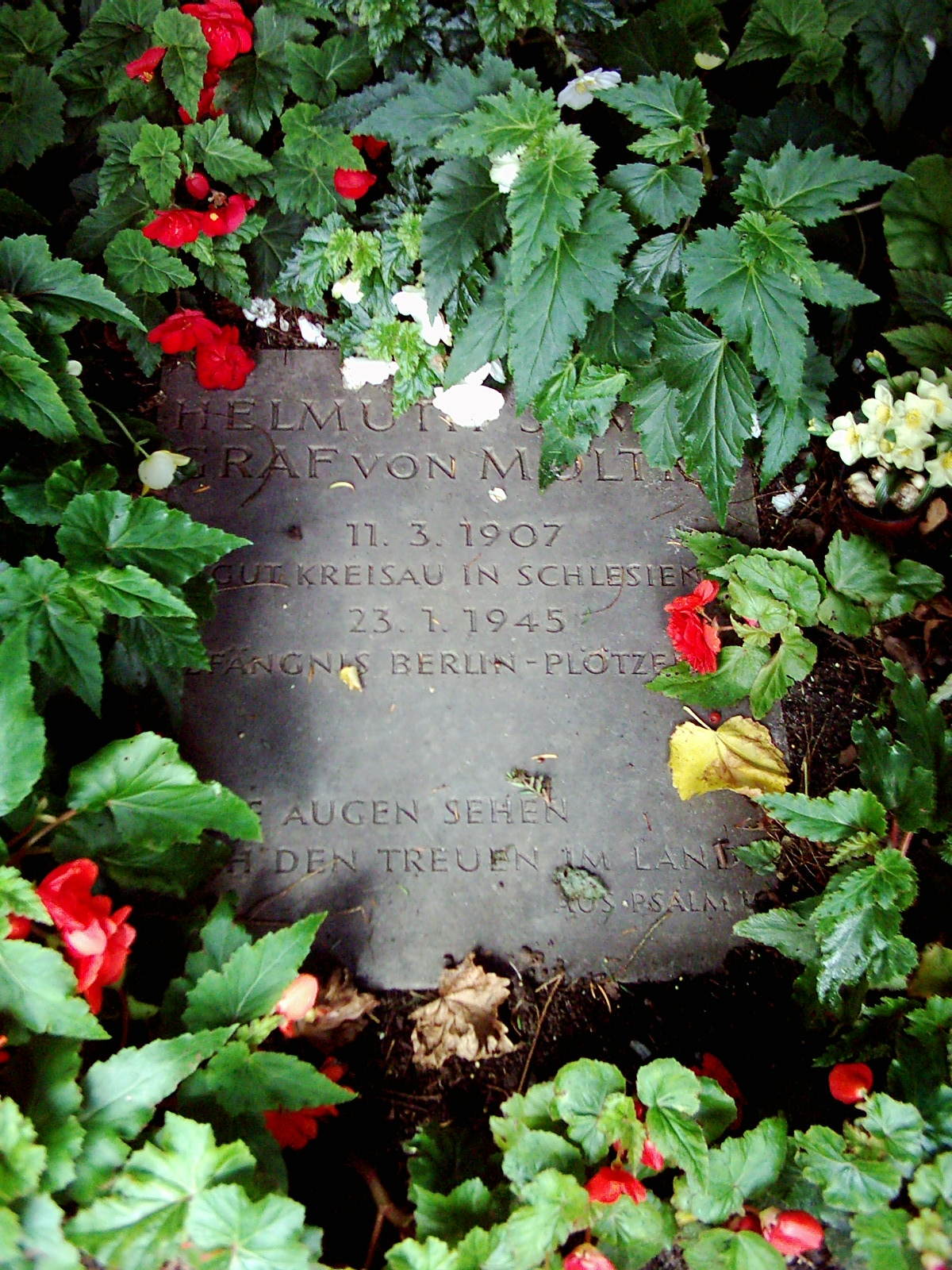
Gedenkplatte für Helmuth James von Moltke am Grab seines Vorfahren Friedrich Philipp Victor von Moltke (1768–1845) in Hamburg-Wandsbek

Gedenktafel für Helmuth James Graf von Moltke auf dem Historischen Friedhof in Hamburg-Wandsbek

Der Widerstand im Kreisauer Kreis konnte zunächst geheim gehalten werden. Am 19. Januar 1944 wurde Moltke jedoch von der Gestapo verhaftet, nachdem er seinen Freund Otto Kiep vor dessen bevorstehender Verhaftung gewarnt hatte.
Im Januar 1945 standen Moltke und andere Mitglieder des Kreisauer Kreises vor dem Präsidenten des Volksgerichtshofes, Roland Freisler. Da Moltke eine Beteiligung an Staatsstreich-Vorbereitungen nicht nachgewiesen werden konnte, stützte Freisler sein Urteil auf einen anderen Schuldvorwurf: Moltke und seine Mitstreiter hätten darüber nachgedacht, wie ein sich auf sittliche und demokratische Grundsätze zurückbesinnendes Deutschland in einer Zeit nach Hitler entstehen könnte, was Freisler als ein todeswürdiges Verbrechen ansah. Moltke schrieb hinterher an seine Frau, Freislers entscheidender Satz in jener Verhandlung sei gewesen: „Herr Graf, eines haben das Christentum und wir Nationalsozialisten gemeinsam, und nur dies eine: wir verlangen den ganzen Menschen.“
Hanns Lilje schreibt in seiner Biografie, dass Moltke vor dem Volksgerichtshof in „klarer Erkenntnis des schon beschlossenen Todesurteils den moralischen Mut zum Angriff auf Freisler und die gesamte Institution besessen“ habe. Auch Inge Aicher-Scholl zitiert Moltke entsprechend mit seiner ebenso provokanten wie letztlich historisch weitsichtigen Aufforderung angesichts der korrupten NS-Justiz: „Macht eine Legende aus uns!“
Moltke hatte unter anderem erklärt, er stehe vor Gericht „… nicht als Protestant, nicht als Großgrundbesitzer, nicht als Adliger, nicht als Preuße, nicht als Deutscher … sondern als Christ und als gar nichts anderes“.
Moltke wurde am 11. Januar 1945 zum Tod verurteilt und zwölf Tage später im Gefängnis Plötzensee gehängt. Die Asche seines Leichnams wurde verstreut.

## Zitate
„… ich habe mein ganzes Leben lang, schon in der Schule, gegen einen Geist der Enge und der Gewalt, der Überheblichkeit und der mangelnden Ehrfurcht vor Anderen, der Intoleranz und des Absoluten, erbarmungslos Konsequenten angekämpft, der in den Deutschen steckt und der seinen Ausdruck in dem nationalsozialistischen Staat gefunden hat.“

„Seitdem der Nationalsozialismus zur Macht gekommen ist, habe ich mich bemüht, seine Folgen für seine Opfer zu mildern und einer Wandlung den Weg zu bereiten. Dazu hat mich mein Gewissen getrieben und schließlich ist das eine Aufgabe für einen Mann.“

„Da ich ohnedies wußte, was rauskam, war mir alles ganz gleich (gemeint sind Freislers Wutausbrüche): ich sah ihm eisig in die Augen, was er offenbar nicht schätzte, und plötzlich konnte ich nicht umhin zu lächeln…“

## Ehrungen

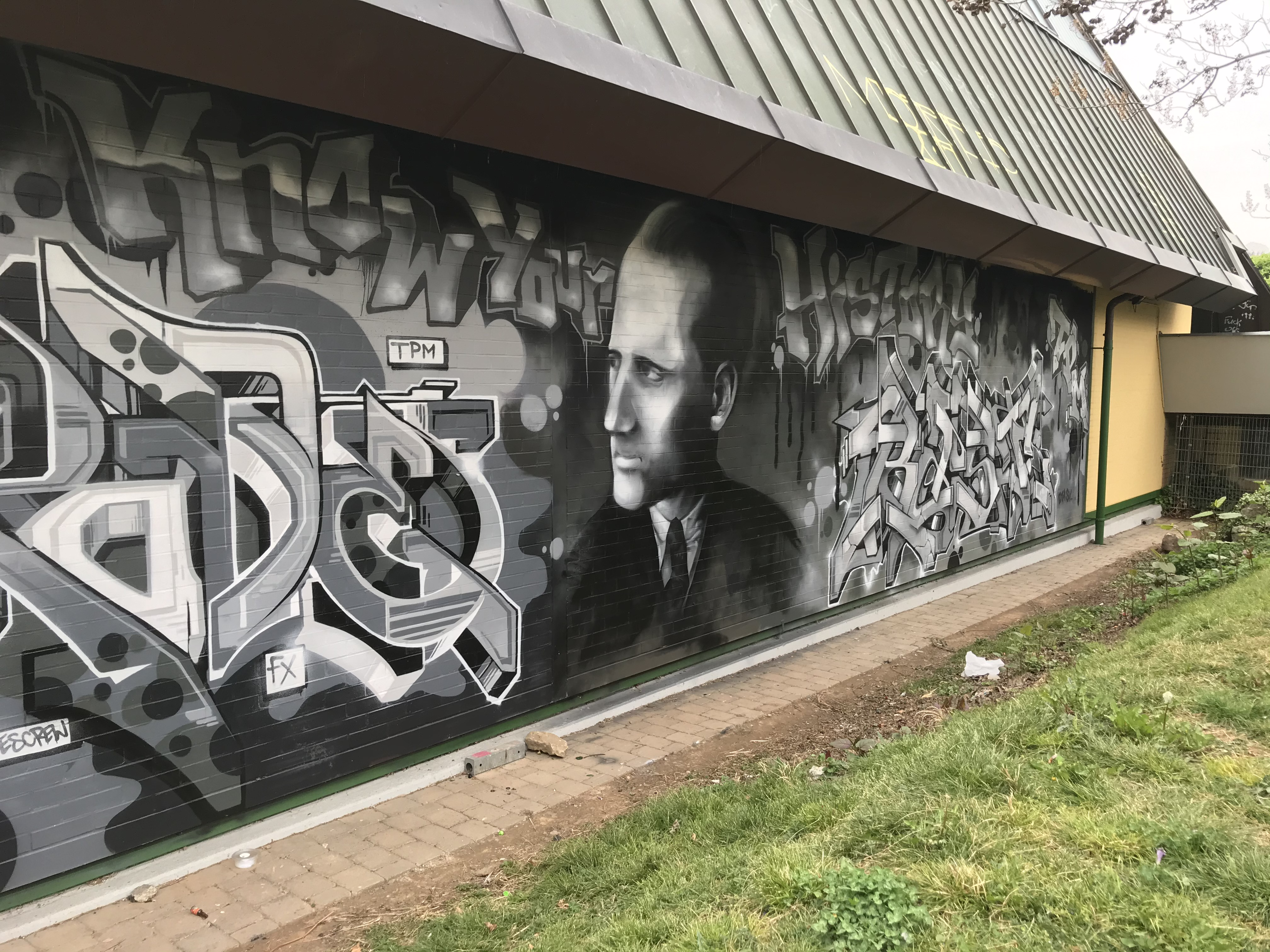
Graffito am Moltkeplatz Stuttgart (2021)

1964 widmete ihm die Deutsche Bundespost eine von Erika und Gerd Aretz gestaltete Briefmarke aus einem Block zum 20. Jahrestag des 20. Juli 1944. Eine Briefmarke aus der Serie Aufrechte Demokraten zum 100. Geburtstag von Moltke und Claus Schenk Graf von Stauffenberg aus dem Jahre 2007 wurde von Irmgard Hesse entworfen.
In der Nachkriegszeit benannte die Stadt Stuttgart den Moltkeplatz nach ihm, wo sich zuvor die – abgerissene – Moltkekaserne und eine Straße gleichen Namens befunden hatten, die allerdings nach seinem Urgroßonkel, Generalfeldmarschall Helmuth von Moltke, benannt gewesen war.
1990 benannte die Stadt Görlitz die ehemalige Thälmannstraße in James-von-Moltke-Straße um.
Die Buchveröffentlichung Briefe an Freya 1939–1945 wurde 1989 mit dem Geschwister-Scholl-Preis ausgezeichnet.
Im Jahr 2001 stiftete die Deutsche Gesellschaft für Wehrrecht und Humanitäres Völkerrecht e. V. den Helmuth-James-von-Moltke-Preis für herausragende rechtliche Beiträge auf dem Gebiet der Sicherheitspolitik.
2024 wurde an der Christuskirche (Hamburg-Wandsbek) eine Stele ihm zu Ehren eingeweiht.

## Schriften
postum

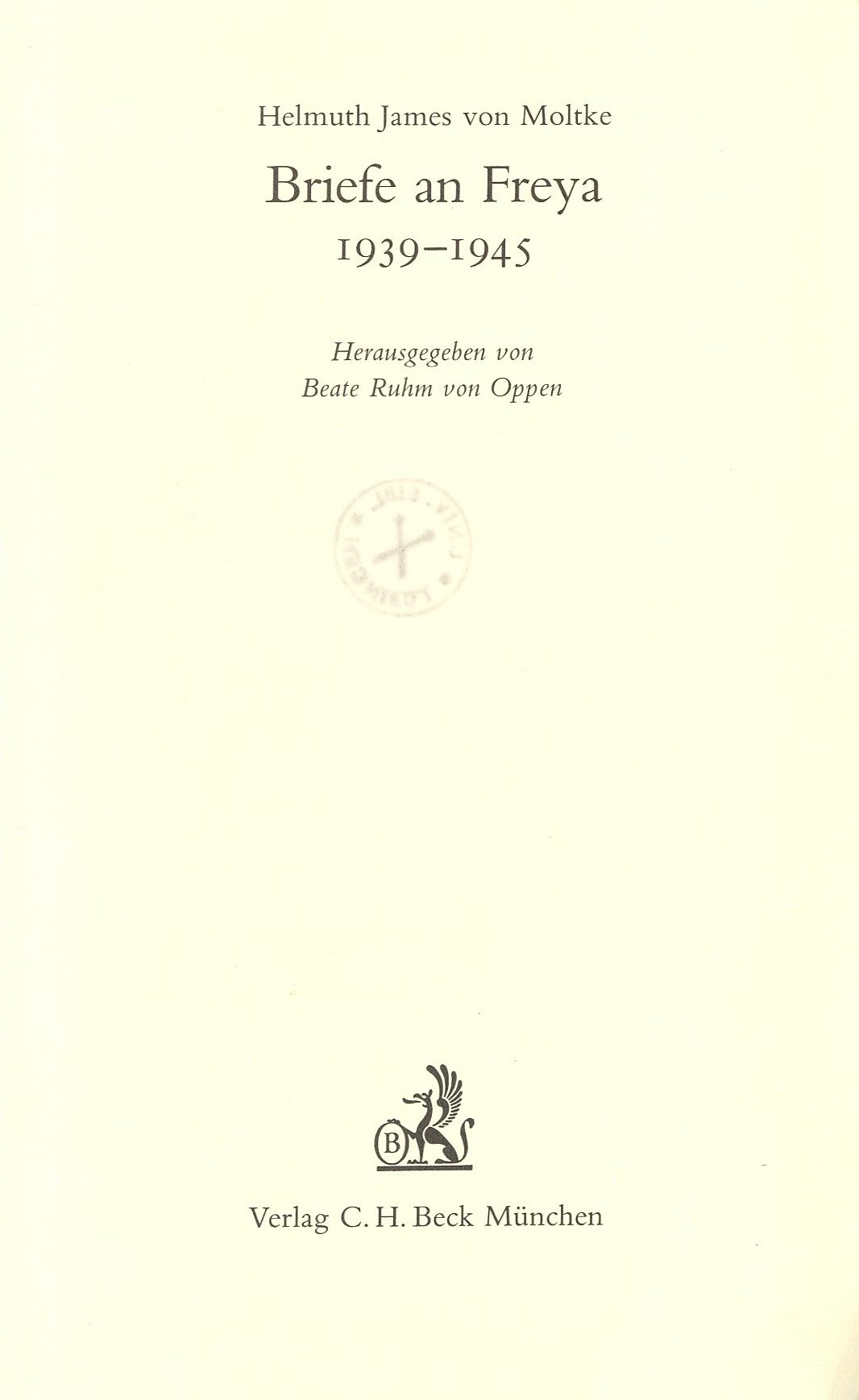
Briefe an Freya, hrsg. Beate Ruhm von Oppen (1988)

- Bericht aus Deutschland im Jahre 1943.
- Letzte Briefe aus dem Gefängnis Tegel. Briefe an seine Frau Freya und seine beiden Söhne aus der Zeit des Prozesses gegen ihn, zuerst 1951 veröffentlicht, später zusammen mit dem Bericht aus Deutschland 1943 in vielen Ausgaben erschienen (zuletzt bei Diogenes, Zürich 1997, ISBN 3-257-22975-5.) ** engl.: Geoffrey Cumberlege, 1948.
  - Polnische Version: Krakau 1993, ISBN 83-7097-020-6.
- Briefe an Freya. 1939–1945. Hrsg. von Beate Ruhm von Oppen, 2. Auflage Beck, München 1991, 3. Auflage ebd. 2005, ISBN 3-406-35279-0.
- Im Land der Gottlosen. Tagebuch und Briefe aus der Haft 1944/45. Hrsg. von Günter Brakelmann. C. H. Beck, München 2009, ISBN 978-3-406-58235-6.
- Völkerrecht im Dienste der Menschen. Dokumente. Herausgeberschaft und Einleitung: Ger van Roon. Siedler, Berlin 1986, ISBN 3-88680-154-3. (Reihe: Deutscher Widerstand 1933–1945.)
- Helmuth James und Freya von Moltke: Abschiedsbriefe Gefängnis Tegel. September 1944 – Januar 1945. C. H. Beck, München 2011, ISBN 978-3-406-61375-3.

## Bühnenstücke
- Das Moltke-Projekt – Wenn die Welt in Stücke fällt. (PDF) In: Szenische Lesung auf Grundlage der „Abschiedsbriefe Gefängnis Tegel“ von Helmuth James und Freya von Moltke (Flyer). Michael Becker (Regie), abgerufen am 2. Dezember 2018.